# 国立病院機構帯広病院
国立病院機構帯広病院（こくりつびょういんきこうおびひろびょういん）は、北海道帯広市にある病院。

## 沿革
国立療養所帯広病院
- 1942年（昭和17年）：「北海道庁立結核療養所」として竣工。
- 1943年（昭和18年）：日本医療団に移管し、「日本医療団帯広療養所」として業務開始。
- 1947年（昭和22年）：厚生省（当時）に移管し、「国立帯広療養所」と改称。
- 1952年（昭和27年）：附属看護婦養成所付置（後の附属准看護学院→附属准看護学校、1982年閉校）。
- 1975年（昭和50年）：「国立療養所帯広病院」と改称。
- 2003年（平成15年）：裏金づくり問題発覚[3]。

国立十勝療養所
- 1943年（昭和18年）：「高射砲連隊帯広陸軍病院」として創設。
- 1945年（昭和20年）：厚生省（当時）に移管し、「国立帯広病院」として発足。
- 1947年（昭和22年）：結核療養所に転換し、「国立療養所帯広病院」と改称。
- 1951年（昭和26年）：「国立十勝療養所」と改称。
- 1983年（昭和58年）：精神療養所に転換。

国立病院機構帯広病院
- 2004年（平成16年）：国立療養所帯広病院と国立十勝療養所が統合。独立行政法人移行に伴い、「国立病院機構帯広病院」と改称。
- 2007年（平成19年）：残業代未払い訴訟で原告側の元勤務医と和解[4]。

## 機関指定
| 保険医療機関                                         | 労災保険指定医療機関                                                      |
| 指定自立支援医療機関（更生医療：心臓脈管外科・腎臓） | 指定自立支援医療機関（育成医療：心臓脈管外科）                            |
| 指定自立支援医療機関（精神通院医療）                 | 精神保健及び精神障害者福祉に関する法律に基づく 指定病院・応急入院指定病院 |
| 医療観察法指定通院医療機関                           | 生活保護法指定医療機関                                                    |
| 戦傷病者特別援護法指定医療機関                       | 原子爆弾被害者一般疾病医療取扱医療機関                                    |
| 第二種感染症指定医療機関                             | 重症心身障害児（者）施設                                                  |
| 身体障がい者短期入所事業（医療型）                   | 知的障がい者短期入所事業（医療型）                                        |
| 指定障がい福祉サービス事業：医療型短期入所           | 精神科救急医療システム指定病院                                            |
| 救急告示病院（救急指定病院）                         | 臨床研修指定病院（協力型）                                                |

## 診療科等
診療科
- 循環器科
- 心臓血管外科
- 呼吸器外科
- 精神科・神経科
- 麻酔科
- 呼吸器科

部門
- 研究検査科
- 感染対策室
- 看護部
- 作業療法部門
- 理学療法部門
- 放射線部門
- 療育指導室
- 臨床工学部門
- 医療安全管理室
- 栄養管理室
- 薬剤科
- 心理療法室

## 施設認定
| 日本外科学会外科専門医制度修練施設     | 日本循環器学会循環器専門医研修施設   |
| 日本呼吸器学会認定施設                 | 日本外科学会認定医制度修練施設       |
| 日本胸部外科学会認定医認定制度指定施設 | 日本呼吸器外科学会認定医制度認定施設 |
| 日本麻酔科学会麻酔科標榜研修施設       | 呼吸器外科専門医認定機構基幹施設     |

## アクセス
病院公式サイト「交通アクセス」も参照
国道241号（帯広北バイパス）沿いに位置している。
- 北海道旅客鉄道（JR北海道）・帯広駅から北海道拓殖バス「国立帯広病院前」バス停下車、徒歩約2分
- JR根室本線・柏林台駅から徒歩約10分
- 帯広広尾自動車道芽室帯広ICから車で約15分